# Дерране, Мора
Мо́ра Дерра́не (англ. Maura Derrane; 8 июля 1970, Инишмор, Голуэй, Ирландия, Великобритания) — ирландская журналистка и телеведущая.

## Биография
Мора Дерране родилась 8 июля 1970 года в Инишморе (графство Голуэй, Ирландия, Великобритания), проживает в Дублине и иногда в Уотерфорде.
Она работала для «Raidió Teilifís Éireann (RTÉ)», «TV3» и «TG4». Она ранее работала в качестве исследователя для «RTÉ News» в Голуэй. В 1996 году она перешла на работу в «TG4» в качестве ведущей новостей. С 1998 года была новостным и криминальным репортёром на телеканале TV3 News. 
С 2004 по 2006 год была соведущей утреннего телешоу Ireland AM. С октября 2009 года вела Дневное шоу, пока программа не была закрыта в 2010 году. Следующими шоу в карьере стали  Four Live и  The Daily Show. Они закрылись в марте 2012 года.
С 27 мая 2005 года замужем за политиком Джоном Дизи, с которым она встречалась 3 года до их свадьбы. У супругов есть сын — Кэл Дизи (род. 13.05.2014).